# Municipio de Homer (Dakota del Sur)
El municipio de Homer (en inglés: Homer Township) es un municipio ubicado en el condado de Day en el estado estadounidense de Dakota del Sur. En el año 2010 tenía una población de 39 habitantes y una densidad poblacional de 0,42 personas por km².

## Geografía
El municipio de Homer se encuentra ubicado en las coordenadas 45°33′5″N 97°47′7″O / 45.55139, -97.78528. Según la Oficina del Censo de los Estados Unidos, el municipio tiene una superficie total de 93,19 km², de la cual 93,03 km² corresponden a tierra firme y (0,18 %) 0,17 km² es agua.

## Demografía
Según el censo de 2010, había 39 personas residiendo en el municipio de Homer. La densidad de población era de 0,42 hab./km². De los 39 habitantes, el municipio de Homer estaba compuesto por el 97,44 % blancos y el 2,56 % eran de una mezcla de razas. Del total de la población el 0 % eran hispanos o latinos de cualquier raza.